# Wal (ssaki)
Wal (Balaena) – rodzaj ssaków z rodziny walowatych (Balaenidae).

## Rozmieszczenie geograficzne
Rodzaj obejmuje jeden żyjący współcześnie gatunek występujący w wodach okołobiegunowych w północnym Oceanie Atlantyckim i północnym Oceanie Spokojnym.

## Morfologia
Długość ciała do 2000 cm; masa ciała może przekraczać 100000 kg.

## Systematyka
Rodzaj zdefiniował w 1758 roku szwedzki przyrodnik Karol Linneusz w 10 wydaniu Systema Naturae publikacji swojego autorstwa poświęconej systematyce zwierząt, roślin i minerałów. Linneusz wymienił cztery gatunki – Balaena mysticetus Linnaeus, 1758, Balaena musculus Linnaeus, 1758, Balaena physalus Linnaeus, 1758 i Balaena boops Linnaeus, 1758 (= Balaena physalus Linnaeus, 1758) – nie wskazując gatunku typowego; w ramach późniejszego oznaczenia w 1865 roku angielski zoolog William Henry Flower na typ nomenklatoryczny wyznaczył (Linneuszowska tautonimia) Balaena mysticetus Linnaeus, 1758 (wal grenlandzki).

### Etymologia
- Balaena (Balena, Baloena): łac. balaena ‘wieloryb’, od gr. φαλαινα phalaina ‘wieloryb’[11].
- Leiobalaena: gr. λειος leios ‘gładki’; rodzaj Balaena Linnaeus, 1758[12]. Gatunek typowy (oznaczenie monotypowe): „Glathvaler” lub „Rethvaler” (= Balaena mysticetus Linnaeus, 1758).

### Podział systematyczny
Do rodzaju należy jeden występujący współcześnie gatunek:
- Balaena mysticetus Linnaeus, 1758 – wal grenlandzki

Opisano również gatunki wymarłe:
- Balaena affinis R. Owen, 1844[15] (pliocen)
- Balaena etrusca Capellini, 1873[16] (pliocen)
- Balaena montalionis Capellini, 1904[17] (pliocen)
- Balaena pampaea F. Ameghino, 1891[18] (fanerozoik)
- Balaena primigenia P.J. Van Beneden, 1872[19] (pliocen)
- Balaena ricei Westgate & Whitmore, 2002[20] (pliocen)